# Petrosedum forsterianum
Petrosedum forsterianum är en fetbladsväxtart som först beskrevs av James Edward Smith, och fick sitt nu gällande namn av V. Grulich. Petrosedum forsterianum ingår i släktet Petrosedum och familjen fetbladsväxter. Inga underarter finns listade i Catalogue of Life.